# 玉泉寺 (恵那市)
玉泉寺（ぎょくせんじ）は、岐阜県恵那市上矢作町下にある曹洞宗の寺院。
山号は龍洞山。本尊は釈迦牟尼如来。恵那三十三観音霊場十六番。

## 歴史
慶長12年（1607年）に岩村藩主の松平家乗が開基となり、宗薫を開山として谷下(やげ)の地に開創した。
創建時は蟠龍山 長松寺と称した。
慶長15年（1610年）には龍波が二世住持となった。
慶長19年（1614年）に澄ヶ瀬射去の地に移り、山号・寺号を現在の龍洞山 玉泉寺に改めた。
正保3年（1646年）には玄悦が住持となった。
延宝3年（1679年）に火災に遭ったが、玄悦の法嗣である求峰が再建に尽力し、岩村町の盛巌寺六世の在天三龍を中興開山に招き、自らは中興二世となった。そのため盛巌寺の末寺となっている。
明治7年（1874年）の『寺院明細』によると檀家数は237戸であった。
恵那市上矢作町下、上矢作町小田子、上矢作町漆原の各集落を檀家としている。

## 境内
- 本堂 - 縦6間、横8間。
- 位牌堂 - 縦2間半、横3間。
- 禅堂 - 縦2間半、横4間。
- 庫裏 - 縦4間半、横10間。

本堂の本尊のほかに、恵那三十三観音霊場十六番札所の本尊として如意輪観音菩薩が祀られている。
境内にある古木枝垂桜は再三の火災による傷跡があるものの焼失を免れたため不死身の桜と称されている。

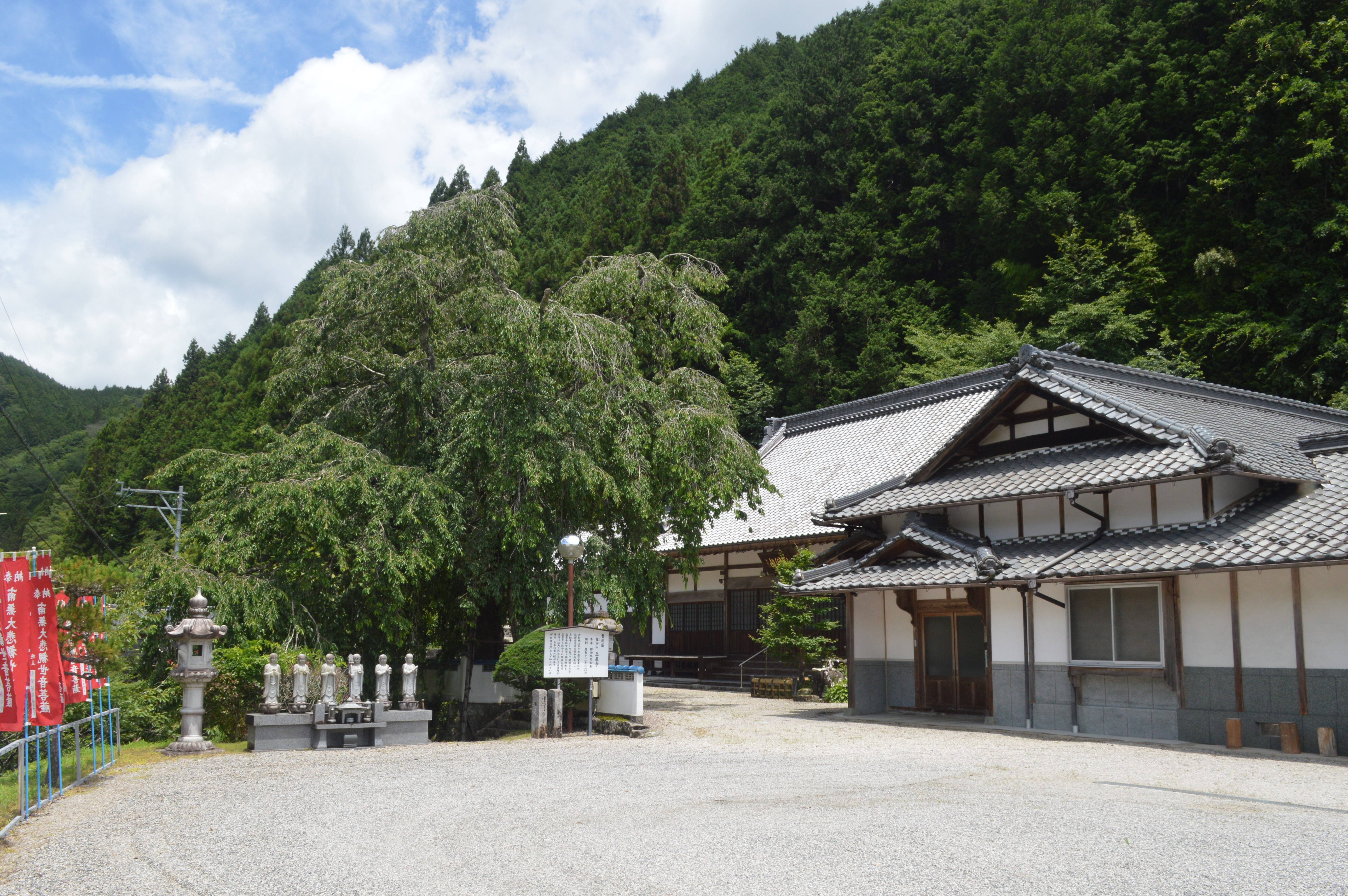
境内
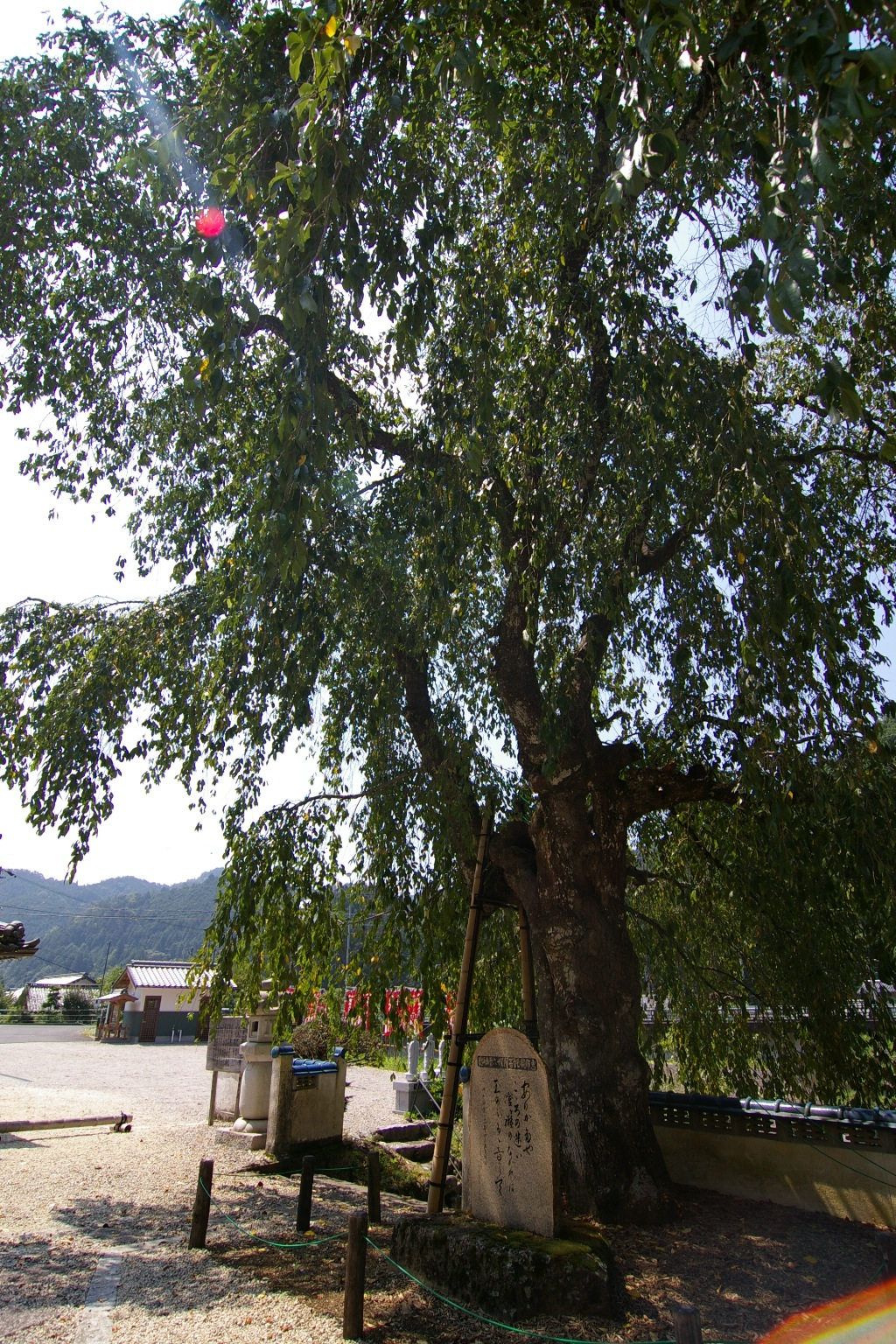
不死身の桜